# Miguel Ángel Ferrer Martínez
Miguel Ángel Ferrer Martínez (Caravaca de la Cruz, 12 november 1978) - voetbalnaam Mista - is een Spaans voetbaltrainer en voormalig voetballer die bij voorkeur als centrumspits speelde. In 2005 debuteerde hij in het Spaans voetbalelftal.

## Clubvoetbal
De voetbalcarrière van Mista begon bij Real Madrid, waar hij de jeugdopleiding (cantera) doorliep, maar zich nooit in het eerste elftal speelde. Hij vertrok naar Tenerife. Daar speelde hij zich in de aandacht van Valencia. In 2001 vertrok Mista samen met verdediger Curro Torres en trainer Rafael Benítez van Tenerife naar Valencia. In zijn eerste seizoen werd de aanvaller Spaans landskampioen met Los Chés. In 2004 won hij met Valencia zowel de Spaanse titel als de UEFA Cup. In het seizoen 2005/06 verloor Mista de concurrentiestrijd van David Villa, die net was aangetrokken van Real Zaragoza. Hij begon dat jaar tien keer in de basis van Valencia. Aan het begin van het seizoen 2006/07 stapte hij over naar Atlético Madrid. Ook daar speelde hij zijn wedstrijden voornamelijk als invaller. Op 27 juni 2008 ontbond Mista zijn contract bij Atlético Madrid en tekende hij een dag later voor drie jaar bij Deportivo de La Coruña. Hij tekende in juli 2010 een contract bij Toronto FC, dat hem transfervrij kon inlijven nadat zijn contract bij Deportivo La Coruña verliep. Begin 2011 kondigde de aanvaller zijn afscheid als voetballer aan.

## Nationaal elftal
In 2005 debuteerde Mista in het shirt van Spanje in een wedstrijd tegen China. Daaropvolgend kwam hij nog één keer uit voor Spanje.

## Statistieken
| seizoen    | club                   | land            | competitie          | wed. | goals |
| ---------- | ---------------------- | --------------- | ------------------- | ---- | ----- |
| 1996/97    | Real Madrid C          | Vlag van Spanje | Segunda División B  | 28   | 9     |
| 1997/98    | Real Madrid Castilla   | Vlag van Spanje | Segunda División A  | 27   | 18    |
| 1998/99    | Real Madrid Castilla   | Vlag van Spanje | Segunda División A  | 12   | 1     |
| 1999/00    | CD Tenerife            | Vlag van Spanje | Segunda División A  | 32   | 9     |
| 2000/01    | CD Tenerife            | Vlag van Spanje | Segunda División A  | 39   | 9     |
| 2001/02    | Valencia CF            | Vlag van Spanje | Primera División    | 26   | 5     |
| 2002/03    | Valencia CF            | Vlag van Spanje | Primera División    | 27   | 7     |
| 2003/04    | Valencia CF            | Vlag van Spanje | Primera División    | 33   | 19    |
| 2004/05    | Valencia CF            | Vlag van Spanje | Primera División    | 29   | 8     |
| 2005/06    | Valencia CF            | Vlag van Spanje | Primera División    | 29   | 1     |
| 2006/07    | Atlético Madrid        | Vlag van Spanje | Primera División    | 29   | 3     |
| 2007/2008  | Atlético Madrid        | Vlag van Spanje | Primera División    | 6    | 0     |
| 2008/2009  | Deportivo de La Coruña | Vlag van Spanje | Primera División    | 13   | 1     |
| 2009/2010  | Deportivo de La Coruña | Vlag van Spanje | Primera División    | 13   | 1     |
| 2010/2011  | Toronto FC             | Vlag van Canada | Major League Soccer | 9    | 0     |
| Bijgewerkt | 29-8-2011              |                 |                     |      |       |

## Erelijst
Valencia
- La Liga: 2001/02, 2003/04
- UEFA Cup: 2003/04
- UEFA Super Cup: 2004

 Atlético Madrid
- UEFA Intertoto Cup: 2007

 Deportivo
- UEFA Intertoto Cup: 2008

 Toronto
- Canadian Championship: 2010